# ふくわうち
『ふくわうち』は、静岡放送（SBSラジオ）で平日午後に生放送されたラジオ番組。キャッチフレーズは「しあわせの種、蒔きます。」。

## 内山絵里加のふくわうち
『内山絵里加のふくわうち』（うちやまえりかのふくわうち）は2020年3月30日開始。月〜木曜日の13:00 - 16:00に放送される、静岡放送の元アナウンサー・内山絵里加の冠番組でもある。
内山が3月26日まで水・木パートナーとして出演していた『鉄崎幹人のWASABI』の後半部分と『聴くディラン』の前半部分を統合してスタートさせた。
内山と静岡県外出身で同局初レギュラーとなる4人の日替わり男性パーソナリティで構成される。
2020年7月13日、水曜パートナーの有村に新型コロナウィルスの陽性反応が出たことから、有村当人と、濃厚接触者である内山が当面の間出演見合わせ。13日からの1週間は金曜日の水野涼子（SBSアナウンサー）と二村豊人（ダムダムおじさん）が担当し、両者がそれぞれ別のスタジオからリモート出演していた。2週間後の7月28日より内山は復帰している。
2021年2月23日、アニメ『ゆるキャン△』に関する特番『ぐるっと富士山 ゆるキャン△の世界』をYBSラジオと共同で13:00 - 14:00で生放送。この日の番組は14:00 - 16:00の短縮版となった。
2021年11月1日、お茶の日スペシャルとして静岡駅北口地下「しずチカ」にて公開生放送形式で放送した。
2021年11月7日には内山、レイザーラモンRG、水田信二（和牛）の出演で『内山絵里加のふくわうち番外編 みんなでずっと話してたい!』が放送された。同じ出演者で2022年3月5日には第2弾『 - MORE!!』、同年7月3日には第3弾『 - スーパーMORE!!』を放送。

### 出演者
パーソナリティ
- 内山絵里加（フリーアナウンサー）[注 2][注 3][注 4]。

曜日パートナー
- 大久保ノブオ（芸人、WAHAHA本舗座長およびポカスカジャンリーダー。月曜）
- 八木真澄（お笑いコンビ・サバンナ。火曜）
- 林家木久蔵 （落語家。水曜）
- レイザーラモンRG（お笑いコンビ・レイザーラモン。木曜）

### 過去の出演者
- 有村昆（映画コメンテーター。水曜）[注 5]

## 金のふくわうち
『金のふくわうち』（きんのふくわうち）は2020年4月3日開始。金曜日の13:00 - 16:00に放送される。
『上田朋子のGoing My West』の後半部分と二村豊人（→にむらあつと）が出演していた『聴くディラン』の前半部分を統合してスタートさせた。

### パーソナリティ
- 水野涼子（SBSアナウンサー）[注 6][注 7]
- にむらあつと[注 8]（お笑いコンビ・ダムダムおじさん）

## ふくわうち（2022年7月4日以降）
2022年7月4日より、月・火曜日は内山に替わって重長智子（SBSアナウンサー）が出演を開始すると共に、従来の曜日パートナーがパーソナリティ（担当曜日は変わらず）、女性アナウンサーがパートナーへと役割が変更され、番組タイトルも『ふくわうち』に統一された。
2023年1月1日11:00 - 13:00には八木、重長、にむらの出演で『ふくわうち新春スペシャル! 掛川花鳥園から明けましいたけー!!』が放送された。
2023年3月31日をもって終了。4月3日からはこれまで月曜日の『スポーツ&エンタ MONDAY MONDY』や『SHIZUOKA もんどセレクション』を担当、テレビでも『ヨエロスン』などを担当する山田門努の『ゴゴボラケ』が月～木に編成される。

## 主なコーナー
ふくわうち ご当地グルメ全国制覇への道
ふくわうちの中で定期的に行なっている全国のラジオ番組のパーソナリティに地元のお取り寄せグルメを紹介してもらう企画コーナー。2021年9月に公式Twitterで呼びかけが始まり、応募のあった放送局・放送番組（AM局・FM局・コミュニティFM問わず）が出演している。
| 2021年   | 2021年                                                           | 2021年                                                 |
| 放送日   | 番組名                                                           | 備考                                                   |
| -------- | ---------------------------------------------------------------- | ------------------------------------------------------ |
| 10月12日 | 『あもーれ!マッタリーノ』（RSK山陽放送）                         | パーソナリティの坂俊介アナウンサーが電話出演した。     |
| 10月21日 | 『菊地真衣のこんなんで、いいのかYO!?』『4me』など（茨城放送）    | パーソナリティの菊地真衣アナウンサーが電話出演した。   |
| 10月25日 | 『なつな、もうすぐ月あかり』（西日本放送）                       | パーソナリティの青木夏奈が電話出演した。               |
| 11月2日  | 『具志堅ストアー』（琉球放送）                                   | パーソナリティのMAIKOが電話出演した。                  |
| 11月12日 | 『午後はドキドキ!』（山陰放送）                                  | パーソナリティの田中友香理が電話出演した。             |
| 11月15日 | 『LunchBox』（ひたちエフエム）、『みんようの時間』（FMだいご）   | パーソナリティの會澤あゆみがリモート出演した。         |
| 11月18日 | 『ラジ和尚・長谷雄蓮華のちょっと、かけこまナイト!』（CBCラジオ） | パーソナリティの長谷雄蓮華が電話出演した。             |
| 11月22日 | 『MiXxxxx+』ほか（信越放送）                                     | パーソナリティの生田明子アナウンサーが電話出演した。   |
| 12月3日  | 『After Beat〜アフタービート〜』ほか（北海道放送）               | パーソナリティの波多野裕太アナウンサーが電話出演した。 |
| 12月20日 | 『ミュージックブランチ』ほか（山形放送）                         | パーソナリティの松下香織アナウンサーが電話出演した。   |

| 2022年  | 2022年                                    | 2022年                                                   |
| 放送日  | 番組名                                    | 備考                                                     |
| ------- | ----------------------------------------- | -------------------------------------------------------- |
| 1月31日 | 『情熱ライブ!Voice』ほか（大分放送）      | パーソナリティの賎川寛人アナウンサーが電話出演した。     |
| 2月2日  | 『PUSH!』ほか（ラジオ関西）               | パーソナリティの春名優輝アナウンサーが電話出演した。     |
| 2月15日 | 『カラフルオセロ』ほか（文化放送）        | パーソナリティの西川文野アナウンサーがリモート出演した。 |
| 3月4日  | 『デジタルニュース・ラボ』（IBC岩手放送） | パーソナリティの弦間彩華アナウンサーがリモート出演した。 |